# Evžen Erban (politik)
Evžen Erban (18. června 1912 Vsetín – 26. července 1994 Praha) byl český a československý politik Československé sociální demokracie, po roce 1948 Komunistické strany Československa, poslanec Prozatímního Národního shromáždění, Ústavodárného Národního shromáždění, Národního shromáždění ČSR, České národní rady a Sněmovny národů Federálního shromáždění. Ministr sociální péče vlád Československa a po desítky let významný funkcionář komunistického režimu.

## Biografie
Evžen Erban se narodil ve Vsetíně v rodině revírníka Huga Erbana a jeho ženy Marie rodem Šplíchalová, dcery hostinského ze Znojma. Počátkem 30. let 20. století vystudoval Právnickou fakultu Univerzity Karlovy. Politicky se již tehdy angažoval v sociálně demokratické straně. V letech 1936–1940 byl tajemníkem několika sociálně demokratických odborových svazů a studentských spolků. Za Protektorátu byl v letech 1940–1945 tajemníkem Národní odborové ústředny zaměstnanecké. V jejím rámci po osvobození přešel do Ústřední rady odborů (ÚRO), v níž působil jako tajemník v letech 1945–1950. V dubnu 1945 byl členem České národní rady jako revolučního orgánu během Pražského povstání. Zde spolupracoval s dalšími levicovými politiky (Josef Smrkovský, Václav David).
Po roce 1945 zastával významné funkce v odborech (1945–1950 generální tajemník ÚRO) a sociální demokracii. Byl členem představenstva ústředního výboru ČSSD a patřil k levicovému křídlu, nakloněnému spolupráci s KSČ. Během únorového převratu v roce 1948 náležel k frakci loajální vůči KSČ, která v sociálně demokratické straně převzala moc. V červnu 1948 byl hlavním organizátorem sloučení sociální demokracie s KSČ. Při sloučení ČSSD s komunisty byl kooptován do Ústředního výboru Komunistické strany Československa a ve funkci člena ÚV KSČ ho potvrdil IX. sjezd KSČ. Na členství rezignoval v prosinci 1952. V období červen 1948 – únor 1952 rovněž zasedal v předsednictvu ÚV KSČ.
Stal se ministrem sociální péče v poúnorové druhé vládě Klementa Gottwalda, které již dominovali komunisté. Post ministra si udržel i ve vládě Antonína Zápotockého do roku 1951. Po vplynutí ČSSD do KSČ byl až do roku 1951 členem předsednictva Ústředního výboru KSČ. V letech 1952–1963 držel post předsedy Státního úřadu sociálního zabezpečení a v letech 1963–1968 předsedal Státní správě hmotných rezerv. V 50. a 60. letech 20. století byl místopředsedou Mezinárodní konfederace práce a předsedou Mezinárodní asociace sociálního zabezpečení.
Po několik desítek let zasedal v nejvyšších zákonodárných sborech Československa. V letech 1945–1946 byl poslancem Prozatímního Národního shromáždění za ČSSD (respektive jako reprezentant Ústřední rady odborů). Poslancem byl do parlamentních voleb v roce 1946. Po nich se stal poslancem Ústavodárného Národního shromáždění, opět za sociální demokraty. Ve volbách do Národního shromáždění roku 1948 se stal poslancem Národního shromáždění za sociální demokraty zvoleným ve volebním kraji Pardubice. V červnu 1948 po splynutí ČSSD a KSČ přešel do poslaneckého klubu komunistů. V Národním shromáždění setrval do voleb v roce 1954.
Během pražského jara se vrátil do ÚV KSČ. V období duben – srpen 1968 byl členem sekretariátu ÚV KSČ. Do Ústředního výboru Komunistické strany Československa ho zvolil Vysočanský sjezd KSČ. Vzhledem k jeho nevelké popularitě nebyl ovšem jako delegát sjezdu navržen v domovské Praze ale v Popradu. Ve funkci ho pak potvrdil XIV. sjezd KSČ, XV. sjezd KSČ a XVI. sjezd KSČ. V ÚV KSČ zasedal do roku 1986. Od srpna 1968 do dubna 1976 byl navíc členem předsednictva ÚV KSČ. Od října 1968 do dubna 1969 i členem výkonného výboru předsednictva ÚV KSČ. Podle svědectví Jana Svobody Erban později tvrdil, že mu v tomto mezidobí Sověti nabízeli funkci generálního tajemníka KSČ. Od ledna 1970 do května 1971 působil rovněž coby jako člen Byra ÚV KSČ pro řízení stranické práce v českých zemích. Podílel se na činnosti komisí, které po roce 1968 z KSČ vylučovaly reformistické členy. Už v prosinci 1968 se vyjádřil proti dalšímu setrvání Josefa Smrkovského ve vrcholných funkcích.
Po invazi vojsk Varšavské smlouvy do Československa, když musel post předsedy Národní fronty opustit František Kriegel, se Erban stal jeho nástupcem na postu generálního tajemníka (předsedy) ÚV Národní fronty ČSSR. Zastával ho do roku 1971.
Zároveň se nadlouho vrátil koncem 60. let 20. století do zákonodárných sborů. Po federalizaci Československa usedl roku 1969 do Sněmovny národů Federálního shromáždění a mandát obhájil ve volbách v roce 1971, volbách v roce 1976, volbách v roce 1981 a volbách v roce 1986. Jeho mandát zanikl až po rezignaci v lednu 1990 v rámci výměny složení zastupitelských sborů po sametové revoluci (takzvaná kooptace). V letech 1969–1986 byl navíc poslancem České národní rady (v letech 1969–1981 působil jako její předseda). V období let 1975–1985 předsedal Československé společnosti pro mezinárodní styky. Jako vrcholný a dlouholetý exponent komunistického režimu byl mnohokrát vyznamenán u nás i v zahraničí.
V roce 1955 a znovu roku 1962 mu byl udělen Řád republiky. V roce 1968 Řád Klementa Gottwalda a roku 1973 Řád Vítězného února.
Po listopadu 1989 se o sobě vyjadřoval jako o sociálním demokratovi a chtěl se účastnit obnovy sociálně demokratické strany, v čemž mu ale bylo zabráněno. Přitom se údajně měl zasloužit o způsob předání moci v Československu koncem roku 1989, když zprostředkoval dílčí jednání svými dlouholetými kontakty na obě geopolitické strany.

## Vyznamenání
- Československý válečný kříž 1939, 1945[13]
- Československá medaile za zásluhy I. stupně, 1946
- Řád 9. září 1944 I. tř. (Bulharsko), 1948[13]
- Za zásluhy 10 let Lidových milicí, 1958
- Řád znovuzrozeného Polska I. tř. (Polsko), 1948
- Řád 25. února, 1949
- Pamětní medaile k 20. výročí osvobození ČSSR, 1965
- Řád republiky, 1955, 1962, 1968
- Řád Klementa Gottwalda – za budování socialistické vlasti, 1968
- Řád Vítězného února, 1973